# Dom Pérignon

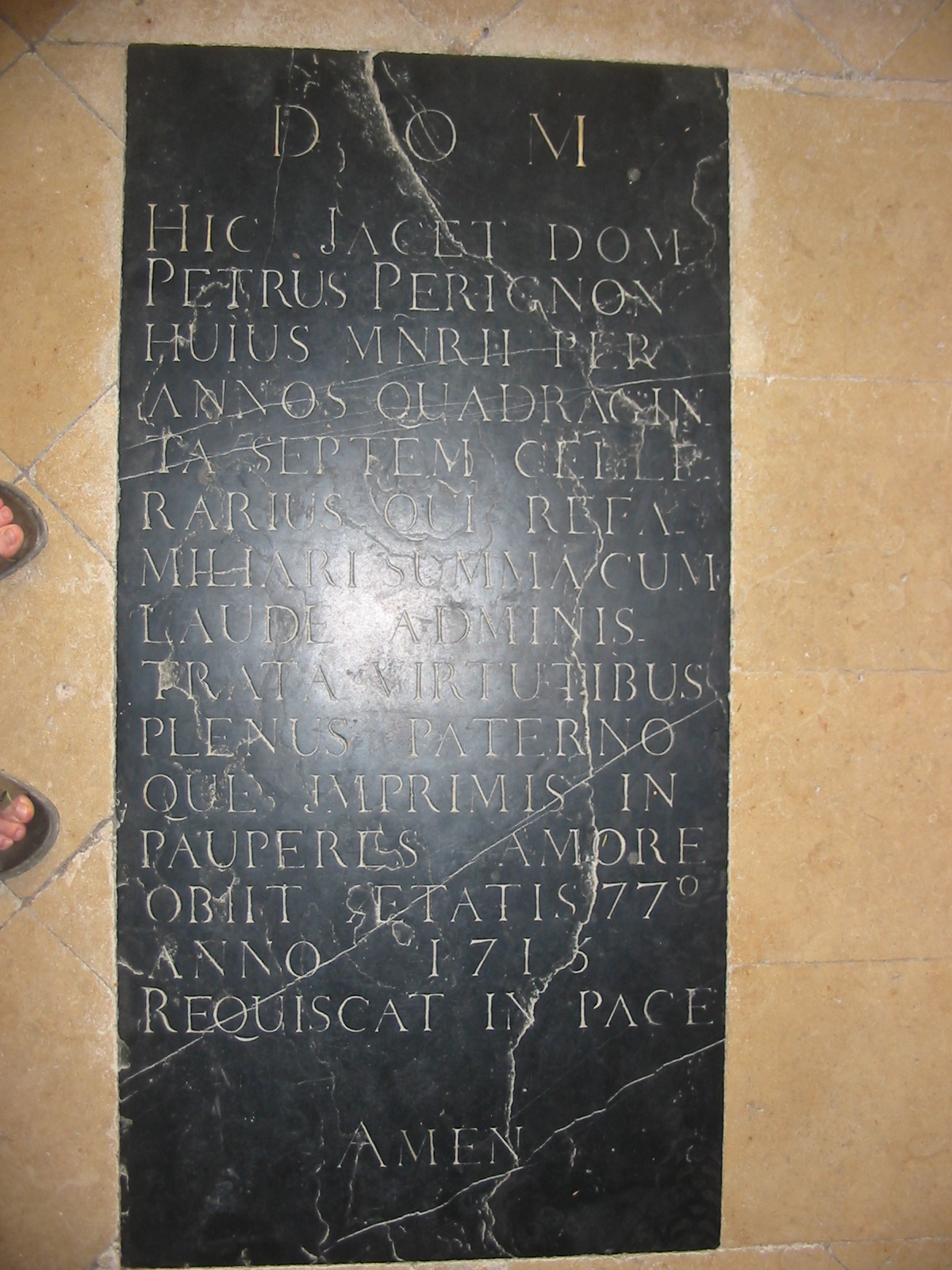
Dom Pérignon spoczywa w kościele w Hautvilliers, w Szampanii

Dom Pierre Pérignon (data urodzenia różni się zależnie od źródła, najczęściej podaje się 1638, zm. 24 września 1715) – mnich zakonu benedyktynów, któremu często przypisuje się odkrycie szampana. Słynna marka szampana – Dom Pérignon jest nazwana na jego cześć.
Przypisuje się mu wypowiedź: „Chodźcie prędko, ja piję gwiazdy!”, którą miał wygłosić podczas pierwszej konsumpcji odkrytego przez siebie napoju. Jednakże cytat ten pojawił się po raz pierwszy dopiero na początku XIX w. w reklamach drukowanych przez producenta szampana Dom Pérignon. Wprawdzie dom Pierre rzeczywiście pracował nad udoskonaleniem jakości win z prowincji Szampania, lecz ani nie odkrył wina musującego, ani jako pierwszy nie wyprodukował szampana. Nowo odkryte dokumenty dowodzą, że pierwsze wina musujące były produkowane w Anglii kilkadziesiąt lat wcześniej, niż zaczęto to robić we Francji, a pomysłodawcą ich produkcji był Christopher Merret.
W czasach Dom Pierre'a Pérignona produkcja wina fermentującego w zamkniętej już butelce stanowiła ogromny problem dla winiarzy. Niekiedy spadki temperatury zatrzymywały proces przemiany cukru gronowego w alkohol. Jeśli wino zostało zabutelkowane w takim stanie, stawało się czymś w rodzaju bomby zegarowej. Działo się tak, ponieważ ponowny wzrost temperatury powodował wznowienie procesu fermentacji, podczas którego wydzielał się dwutlenek węgla, który mógł albo wypchnąć z butelki korek, albo rozsadzić ją od środka, co gorsza zapoczątkowując w składzie win reakcję łańcuchową. Znajdujące się w bezpośrednim sąsiedztwie butelki, też znajdujące się pod działaniem ciśnienia wewnętrznego, mogły również zostać rozerwane. W skrajnym przypadku możliwa była utrata całorocznej produkcji. Pérignon starał się znaleźć sposób na powstrzymanie ponownej fermentacji.
Zapoczątkował on kilka metod produkcji używanych do dzisiaj, na przykład mieszanie surowca pochodzącego z wielu winnic. Inną wprowadzoną przez niego innowacją było ulepszone zamknięcie butelki, zabezpieczone dodatkowo metalowym oplotem, oraz wprowadzenie butelek z grubego szkła.
Podczas mieszania winogron z różnych winnic Dom Pierre Pérignon miał zwyczaj kosztować ich „na ślepo”, by nie sugerować się wyglądem a jedynie smakiem. Opis takiego postępowania w niektórych źródłach spowodował powstanie znanego, lecz błędnego przekonania, jakoby Pérignon był niewidomy.